# Герои Социалистического Труда Западно-Казахстанской области
В настоящий список включены:

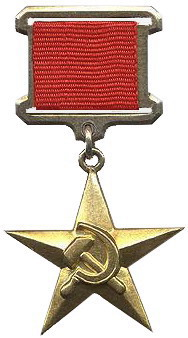
Золотая медаль «Серп и Молот»

- Герои Социалистического Труда, на момент присвоения звания проживавшие на территории Западно-Казахстанской (в 1962—1992 годах — Уральской) области, — 90 человек;
- уроженцы Западно-Казахстанской области, удостоенные звания Героя Социалистического Труда в других регионах СССР, — 20 человек;
- Герои Социалистического Труда, прибывшие в Западно-Казахстанскую область на постоянное проживание из других регионов, — 3 человека.

Вторая и третья части списка могут быть неполными из-за отсутствия данных о месте рождения и проживания ряда Героев.
В таблицах отображены фамилия, имя и отчество Героев, должность и место работы на момент присвоения звания, дата Указа Президиума Верховного Совета СССР, отрасль народного хозяйства, место рождения/проживания, а также ссылка на биографическую статью на сайте «Герои страны». Формат таблиц предусматривает возможность сортировки по указанным параметрам путём нажатия на стрелку в нужной графе.

## История
Первым (и самым массовым) в Западно-Казахстанской области стало присвоение звания Героя Социалистического Труда Указом Президиума Верховного Совета СССР от 23 июля 1948 года 46 работникам животноводческих колхозов — высшая степень отличия была присвоена им за получение высокой продуктивности животноводства в 1947 году.
Подавляющее большинство Героев Социалистического Труда в области приходится на работников сельского хозяйства — 81 человек; государственное управление — 2; машиностроение, лёгкая промышленность, пищевая промышленность, автодорожное строительство, геология — по 1.

## Лица, удостоенные звания Героя Социалистического Труда в Западно-Казахстанской области
| №  | Фамилия, имя, отчество          | Даты жизни              | Деятельность | Дата присвоения | Отрасль        | Место рождения                | ГС        |
| -- | ------------------------------- | ----------------------- | --- | --------------- | -------------- | ----------------------------- | --------- |
| 1  | Абдрахманов Толеш               | 1878—1966               | Старший чабан колхоза имени Сталина Джаныбекского района Западно-Казахстанской области                                                                                        | 23.07.1948      | сельхоз        | Жанибекский район             | [ ГС 1 ]  |
| 2  | Абдрахманов Хамза               | 1896 — 25.12.1980       | Председатель колхоза «Жулдуз» Фурмановского района Западно-Казахстанской области                                                                                              | 23.07.1948      | сельхоз        | Казталовский район            | [ ГС 2 ]  |
| 3  | Абдуллин Гусман                 | 1884 — 15.06.1955       | Старший чабан колхоза имени Сталина Джаныбекского района Западно-Казахстанской области                                                                                        | 23.07.1948      | сельхоз        | Жанибекский район             | [ ГС 3 ]  |
| 4  | Абдушев Карипулла Шуаншалиевич  | 17.09.1938 — 01.06.2012 | Бригадир колхоза «Путь к коммунизму» Зеленовского района Уральской области | 24.12.1976      | сельхоз        | Казталовский район            | [ ГС 4 ]  |
| 5  | Абылгазиев Бактыгалий           | 1930 — ????             | Старший скотник нагульно-откормочного гурта племзавода «Чапаевский» Чапаевского района Уральской области                                                                      | 08.04.1971      | сельхоз        | Акжаикский район              | [ ГС 5 ]  |
| 6  | Айткужин Алдибай                | 1902—1952               | Старший чабан колхоза «Алгабас» Каратюбинского района Западно-Казахстанской области                                                                                           | 23.07.1948      | сельхоз        | *Атырауская область           | [ ГС 6 ]  |
| 7  | Акимов Рамозан Акимович         | 1881 — 21.12.1971       | Старший табунщик колхоза имени «Правды» Фурмановского района Западно-Казахстанской области                                                                                    | 23.07.1948      | сельхоз        | Казталовский район            | [ ГС 7 ]  |
| 8  | Аксыиков Исекен                 | 1901 — 02.12.1954       | Председатель колхоза имени Фурманова Фурмановского района Западно-Казахстанской области                                                                                       | 23.07.1948      | сельхоз        | Жангалинский район            | [ ГС 8 ]  |
| 9  | Альжанова Джумагиза             | 1903 — ????             | Заведующая конефермой колхоза имени Орджоникидзе Тайпакского района Западно-Казахстанской области                                                                             | 23.07.1948      | сельхоз        | Западно-Казахстанская область |           |
| 10 | Амиргалиев Имамеден             | 1898 — ????             | Старший табунщик колхоза имени Будённого Урдинского района Западно-Казахстанской области                                                                                      | 22.10.1949      | сельхоз        | Бокейординский район          | [ ГС 9 ]  |
| 11 | Арстаналиев Кайржан             | 05.05.1917 — 20.04.2001 | Мастер Уральского кожевенно-обувного комбината имени Землячки Министерства лёгкой промышленности Казахской ССР                                                                | 09.06.1966      | легпром        | Акжаикский район              | [ ГС 10 ] |
| 12 | Аспенбетов Джумагали            | 1895 — ????             | Старший табунщик колхоза имени Сталина Дженгалинского района Западно-Казахстанской области                                                                                    | 23.07.1948      | сельхоз        | Западно-Казахстанская область |           |
| 13 | Ахналиев Нургали                | 1887 — ????             | Старший чабан колхоза имени «Правды» Джангалинского района Западно-Казахстанской области                                                                                      | 23.07.1948      | сельхоз        | Западно-Казахстанская область |           |
| 14 | Аяпов Ахат                      | 07.01.1909 — 06.07.1971 | Старший скотник совхоза «Теренкульский» Казталовского района Уральской области                                                                                                | 22.03.1966      | сельхоз        | Казталовский район            | [ ГС 11 ] |
| 15 | Баисов Наурза                   | 1893—1959               | Старший табунщик мясного совхоза «Красный партизан» Министерства совхозов СССР, Зеленовский район Западно-Казахстанской области                                               | 03.12.1949      | сельхоз        | Казталовский район            | [ ГС 12 ] |
| 16 | Баймуханова Джанылдык           | 01.06.1923 — 05.05.1979 | Старший табунщик колхоза «Жана-Талап» Джангалинского района Западно-Казахстанской области                                                                                     | 23.07.1948      | сельхоз        | Жангалинский район            | [ ГС 13 ] |
| 17 | Баламуратов Кайпкали            | 1881 — ????             | Старший чабан колхоза «Жана-Жол» Урдинского района Западно-Казахстанской области                                                                                              | 23.07.1948      | сельхоз        | Бокейординский район          | [ ГС 14 ] |
| 18 | Башмаков Николай Иванович       | 15.10.1904 — 06.09.1996 | Директор Уральской областной сельскохозяйственной станции | 23.06.1966      | сельхоз        | *Костромская область          | [ ГС 15 ] |
| 19 | Бергалиев Джукен                | 01.01.1925 — 28.10.2006 | Заведующий конефермой колхоза «Социализм» Тайпакского района Западно-Казахстанской области                                                                                    | 23.07.1948      | сельхоз        | Акжаикский район              | [ ГС 16 ] |
| 20 | Бисалиев Айбаш                  | 1897 — ????             | Старший табунщик колхоза имени «Правды» Джангалинского района Западно-Казахстанской области                                                                                   | 23.07.1948      | сельхоз        | Западно-Казахстанская область |           |
| 21 | Богатырёв Михаил Иванович       | 20.09.1923 — 21.10.1994 | Комбайнёр колхоза «40 лет Октября» Бурлинского района Уральской области | 23.06.1966      | сельхоз        | *Акмолинская область          | [ ГС 17 ] |
| 22 | Бойнов Григорий Андреевич       | 07.02.1907 — 03.10.1985 | Первый секретарь Теректинского райкома Компартии Казахстана, Западно-Казахстанская область                                                                                    | 11.01.1957      | госуправление  | *Мордовия                     | [ ГС 18 ] |
| 23 | Василянский Валентин Сергеевич  | 1918—1991               | Бригадир тракторной бригады № 9 Чингирлауской МТС Западно-Казахстанской области                                                                                               | 11.01.1957      | сельхоз        | *Донецкая область             | [ ГС 19 ] |
| 24 | Гильманов Калеш                 | 1921 — 30.05.1986       | Заведующий конефермой колхоза имени Карла Маркса Урдинского района Западно-Казахстанской области                                                                              | 23.07.1948      | сельхоз        | Акжаикский район              | [ ГС 20 ] |
| 25 | Гуль Любовь Ивановна            | 23.01.1920 — 09.01.1969 | Гальванист Уральского механического завода Западно-Казахстанского совнархоза                                                                                                  | 07.03.1960      | машиностроение | *Крым                         | [ ГС 21 ] |
| 26 | Джанарстанов Кали               | 1884—1968               | Старший чабан колхоза имени Будённого Джангалинского района Западно-Казахстанской области                                                                                     | 23.07.1948      | сельхоз        | Жангалинский район            | [ ГС 22 ] |
| 27 | Джулумов Максут                 | 15.09.1927 — 22.12.2009 | Сортировщик шкур Уральского мясоконсервного комбината Министерства мясной и молочной промышленности Казахской ССР, Уральская область                                          | 17.03.1981      | пищепром       | Западно-Казахстанская область |           |
| 28 | Джумагалиев Имангали            | 1903 — ????             | Председатель колхоза «Кусем» Урдинского района Западно-Казахстанской области                                                                                                  | 23.07.1948      | сельхоз        | Бокейординский район          | [ ГС 23 ] |
| 29 | Джумагулов Тлеуш                | 1890 — ????             | Заведующий фермой колхоза имени Ленина Джангалинского района Западно-Казахстанской области                                                                                    | 23.07.1948      | сельхоз        | Западно-Казахстанская область |           |
| 30 | Джунусов Ниеткали               | 1904—1965               | Старший табунщик колхоза имени Куйбышева Урдинского района Западно-Казахстанской области                                                                                      | 22.10.1949      | сельхоз        | Бокейординский район          | [ ГС 24 ] |
| 31 | Дроздов Николай Петрович        | 09.05.1923 — 21.08.2007 | Бригадир колхоза имени Тельмана Бурлинского района Уральской области | 08.04.1971      | сельхоз        | Бурлинский район              | [ ГС 25 ] |
| 32 | Дюсенгалиев Нупим               | 1918 — 05.09.1966       | Заведующий фермой колхоза «Жулдуз» Фурмановского района Западно-Казахстанской области                                                                                         | 23.07.1948      | сельхоз        | Казталовский район            | [ ГС 26 ] |
| 33 | Едильбаев Керей                 | 1884—1956               | Заведующий конефермой колхоза «Кусем» Урдинского района Западно-Казахстанской области                                                                                         | 23.07.1948      | сельхоз        | Бокейординский район          | [ ГС 27 ] |
| 34 | Ерешев Сагиндык                 | 07.01.1929 — 06.05.2009 | Старший чабан совхоза «Жулдузский» Фурмановского района Уральской области | 22.03.1966      | сельхоз        | Казталовский район            | [ ГС 28 ] |
| 35 | Ержанов Манат Бакытович         | 1929 — 22.01.2004       | Бригадир совхоза «Ащесайский» Чингирлауского района Уральской области | 10.12.1973      | сельхоз        | Чингирлауский район           | [ ГС 29 ] |
| 36 | Ермишев Орынгали                | 1896—1962               | Старший табунщик колхоза имени Чапаева Урдинского района Западно-Казахстанской области                                                                                        | 23.07.1948      | сельхоз        | Бокейординский район          | [ ГС 30 ] |
| 37 | Есеналиев Дагар                 | 1886 — ????             | Старший чабан колхоза имени Орджоникидзе Тайпакского района Западно-Казахстанской области                                                                                     | 23.07.1948      | сельхоз        |                               |           |
| 38 | Есимов Ескендир                 | 03.02.1929 — 08.12.2021 | Старший чабан совхоза имени Маншук Маметовой Джаныбекского района Уральской области                                                                                           | 22.03.1966      | сельхоз        | Жанибекский район             | [ ГС 31 ] |
| 39 | Есниязов Алгазы                 | 1889 — 21.12.1972       | Старший табунщик колхоза имени Фурманова Фурмановского района Западно-Казахстанской области                                                                                   | 23.07.1948      | сельхоз        | Казталовский район            | [ ГС 32 ] |
| 40 | Есполаев Аубакир                | 1887 — 11.09.1962       | Старший чабан колхоза имени Карла Маркса Фурмановского района Западно-Казахстанской области                                                                                   | 23.07.1948      | сельхоз        | Бокейординский район          | [ ГС 33 ] |
| 41 | Жаумбаев Демеу                  | 1932—1983               | Старший чабан совхоза «Красноярский» имени 50-летия Октябрьской революции Тайпакского района Уральской области                                                                | 08.04.1971      | сельхоз        | Акжаикский район              | [ ГС 34 ] |
| 42 | Жумаев Имангали                 | 1883—1953               | Старший чабан колхоза имени Калинина Джаныбекского района Западно-Казахстанской области                                                                                       | 23.07.1948      | сельхоз        | Жанибекский район             | [ ГС 35 ] |
| 43 | Жусупов Макаш                   | 10.01.1939 — 20.04.2006 | Бригадир совхоза «Красный маяк» Каменского района Уральской области | 19.02.1981      | сельхоз        | Таскалинский район            | [ ГС 36 ] |
| 44 | Калиев Нургазы                  | 1900—1962               | Старший чабан колхоза имени Ворошилова Джангалинского района Западно-Казахстанской области                                                                                    | 23.07.1948      | сельхоз        | Казталовский район            | [ ГС 37 ] |
| 45 | Калисанов Мырзагали             | 1876 — ????             | Старший чабан колхоза имени Куйбышева Урдинского района Западно-Казахстанской области                                                                                         | 23.07.1948      | сельхоз        | Бокейординский район          | [ ГС 38 ] |
| 46 | Кенжегулов Бактыгали            | 1908—1996               | Председатель колхоза имени Ворошилова Джангалинского района Западно-Казахстанской области                                                                                     | 23.07.1948      | сельхоз        | Бокейординский район          | [ ГС 39 ] |
| 47 | Кириенко Владимир Николаевич    | 16.04.1929 — 29.06.2020 | Тракторист колхоза «Победа» Бурлинского района Уральской области | 10.12.1973      | сельхоз        | Бурлинский район              | [ ГС 40 ] |
| 48 | Колганатов Нургали              | 1884 — ????             | Старший чабан колхоза имени Калинина Джамбейтинского района Западно-Казахстанской области                                                                                     | 23.07.1948      | сельхоз        | Каратобинский район           | [ ГС 41 ] |
| 49 | Крутков Иван Сергеевич          | 01.07.1930 — 13.09.1998 | Бригадир совхоза «Пермский» Зеленовского района Уральской области | 23.06.1966      | сельхоз        | Байтерекский район            | [ ГС 42 ] |
| 50 | Куантаев Мулдагалий             | 05.10.1913 — 06.12.1977 | Председатель сельхозартели «Красный партизан» Чингирлауского района Западно-Казахстанской области                                                                             | 11.01.1957      | сельхоз        | Чингирлауский район           | [ ГС 43 ] |
| 51 | Курмашев Кенже                  | 1898 — ????             | Старший табунщик колхоза имени Карла Маркса Урдинского района Западно-Казахстанской области                                                                                   | 23.07.1948      | сельхоз        | Бокейординский район          | [ ГС 44 ] |
| 52 | Лапшин Сергей Фёдорович         | 20.03.1929 — 10.10.2003 | Буровой мастер Уральской нефтегазоразведочной экспедиции производственного геологического объединения «Уральскнефтегазгеология» Министерства геологии СССР, Уральская область | 19.04.1990      | геология       | *Оренбургская область         |           |
| 53 | Лукпанов Самат                  | 1872 — 24.09.1958       | Старший табунщик колхоза имени «Правды» Фурмановского района Западно-Казахстанской области                                                                                    | 23.07.1948      | сельхоз        | Казталовский район            | [ ГС 45 ] |
| 54 | Мендалиев Кенжебек              | 30.09.1914 — 17.01.1985 | Первый секретарь Фурмановского райкома Компартии Казахстана, Уральская область                                                                                                | 08.04.1971      | госуправление  | Сырымский район               | [ ГС 46 ] |
| 55 | Мендыбаев Абиль                 | 1886 — ????             | Чабан колхоза имени Энгельса Джангалинского района Западно-Казахстанской области                                                                                              | 29.03.1958      | сельхоз        | Жангалинский район            | [ ГС 47 ] |
| 56 | Мергалиев Шакай                 | 1901 — 02.09.1971       | Старший чабан колхоза «Интернационал» Казталовского района Западно-Казахстанской области                                                                                      | 23.07.1948      | сельхоз        | Казталовский район            | [ ГС 48 ] |
| 57 | Мирманов Мухтар                 | 1901—1976               | Председатель колхоза имени «Правды» Фурмановского района Западно-Казахстанской области                                                                                        | 23.07.1948      | сельхоз        | Жангалинский район            | [ ГС 49 ] |
| 58 | Муканаков Кубай                 | 1922 — ????             | Заведующий коневодческой фермой колхоза имени Куйбышева Урдинского района Западно-Казахстанской области                                                                       | 29.10.1949      | сельхоз        | Бокейординский район          | [ ГС 50 ] |
| 59 | Мухсимов Бактигерей             | 10.06.1939 — 07.08.2005 | Старший чабан совхоза «Тайпакский» Тайпакского района Уральской области | 22.03.1966      | сельхоз        | *Атырауская область           | [ ГС 51 ] |
| 60 | Мыканова Кайша                  | 1907 — 12.04.1980       | Старший чабан Фурмановского овцесовхоза Западно-Казахстанской области | 29.03.1958      | сельхоз        | Казталовский район            | [ ГС 52 ] |
| 61 | Нагурный Владимир Александрович | 17.08.1935 — 26.05.2001 | Бригадир колхоза имени Мичурина Теректинского района Уральской области | 19.02.1981      | сельхоз        | Теректинский район            | [ ГС 53 ] |
| 62 | Неусыпов Фома Константинович    | 1913 — ????             | Бригадир тракторной бригады Чувашинской МТС Западно-Казахстанской области | 11.01.1957      | сельхоз        | Бурлинский район              | [ ГС 54 ] |
| 63 | Нургалиев Сагидулла Исаевич     | 01.01.1934 — 28.01.2009 | Комбайнёр колхоза имени Панфилова Приурального района Уральской области | 24.12.1976      | сельхоз        | Байтерекский район            | [ ГС 55 ] |
| 64 | Овчаренко Тимофей Кириллович    | 26.01.1926 — 01.11.2014 | Бригадир совхоза «Ульяновский» Зеленовского района Уральской области | 19.04.1967      | сельхоз        | *Саратовская область          | [ ГС 56 ] |
| 65 | Омаров Хабдулла                 | 1902—1954               | Председатель колхоза имени Карла Маркса Урдинского района Западно-Казахстанской области                                                                                       | 23.07.1948      | сельхоз        | Бокейординский район          | [ ГС 57 ] |
| 66 | Ошанов Султан                   | 1898 — ????             | Старший табунщик колхоза «Кусем» Урдинского района Западно-Казахстанской области                                                                                              | 23.07.1948      | сельхоз        | Жанибекский район             | [ ГС 58 ] |
| 67 | Риффель Эдуард Карлович         | 24.02.1928 — 29.12.1990 | Бригадир тракторно-полеводческой бригады совхоза имени газеты «Правда» Джамбейтинского района Уральской области                                                               | 08.04.1971      | сельхоз        | *Волгоградская область        | [ ГС 59 ] |
| 68 | Сариев Карасай                  | 1907—1982               | Председатель колхоза имени Карла Маркса Урдинского района Западно-Казахстанской области                                                                                       | 23.07.1948      | сельхоз        | Бокейординский район          | [ ГС 60 ] |
| 69 | Сатаев Есенжан                  | 1888—1956               | Старший чабан колхоза «Талаптан» Джамбейтинского района Западно-Казахстанской области                                                                                         | 23.07.1948      | сельхоз        | Сырымский район               | [ ГС 61 ] |
| 70 | Сауанов Ибрай                   | 1887 — 30.03.1976       | Заведующий фермой колхоза «Интернационал» Казталовского района Западно-Казахстанской области                                                                                  | 23.07.1948      | сельхоз        | Казталовский район            | [ ГС 62 ] |
| 71 | Сембаев Абу                     | 1884 — 05.10.1979       | Старший табунщик колхоза «Социализм» Тайпакского района Западно-Казахстанской области                                                                                         | 23.07.1948      | сельхоз        | Акжаикский район              | [ ГС 63 ] |
| 72 | Сергалиев Кабекес               | 14.03.1917 — 26.03.2002 | Старший скотник совхоза «Анкатинский» Чапаевского района Уральской области | 22.03.1966      | сельхоз        | Жангалинский район            | [ ГС 64 ] |
| 73 | Сержанов Мамбет                 | 1890 — 24.01.1954       | Старший чабан колхоза «Жулдуз» Фурмановского района Западно-Казахстанской области                                                                                             | 23.07.1948      | сельхоз        | Казталовский район            | [ ГС 65 ] |
| 74 | Сундетов Айтжан                 | 1894 — 26.08.1973       | Старший табунщик колхоза Нугайбайского сельсовета Урдинского района Западно-Казахстанской области                                                                             | 22.10.1949      | сельхоз        | Бокейординский район          | [ ГС 66 ] |
| 75 | Танатаров Айткали               | 1901—1977               | Старший табунщик колхоза имени Карла Маркса Урдинского района Западно-Казахстанской области                                                                                   | 23.07.1948      | сельхоз        | *Атырауская область           | [ ГС 67 ] |
| 76 | Ташкынов Кадий                  | 1890 — ????             | Старший чабан колхоза Нугайбайского сельсовета Урдинского района Западно-Казахстанской области                                                                                | 22.10.1949      | сельхоз        | Бокейординский район          | [ ГС 68 ] |
| 77 | Темиргалиев Кабден              | 1923—1960               | Старший табунщик колхоза имени Карла Маркса Урдинского района Западно-Казахстанской области                                                                                   | 23.07.1948      | сельхоз        | Бокейординский район          | [ ГС 69 ] |
| 78 | Тимонин Харитон Алексеевич      | 1918 — ????             | Бригадир совхоза имени Жданова Приурального района Уральской области | 23.06.1966      | сельхоз        | Бурлинский район              | [ ГС 70 ] |
| 79 | Токкужин Алпыш                  | 1897 — 28.02.1949       | Старший чабан колхоза «Жигерлен» Каратюбинского района Западно-Казахстанской области                                                                                          | 23.07.1948      | сельхоз        | Каратобинский район           | [ ГС 71 ] |
| 80 | Туржанов Шаден                  | 1886 — ????             | Старший чабан колхоза имени Карла Маркса Урдинского района Западно-Казахстанской области                                                                                      | 23.07.1948      | сельхоз        | Бокейординский район          | [ ГС 72 ] |
| 81 | Умаев Сисен                     | 1884 — ????             | Старший чабан колхоза имени Сталина Урдинского района Западно-Казахстанской области                                                                                           | 23.07.1948      | сельхоз        | Западно-Казахстанская область |           |
| 82 | Умбеталиев Абош                 | 07.08.1892 — ????       | Старший табунщик колхоза «Новый путь» Джангалинского района Западно-Казахстанской области                                                                                     | 23.07.1948      | сельхоз        | Жангалинский район            | [ ГС 73 ] |
| 83 | Утешев Тулеген                  | 1885 — ????             | Старший чабан колхоза имени Карла Маркса Урдинского района Западно-Казахстанской области                                                                                      | 23.07.1948      | сельхоз        | Западно-Казахстанская область |           |
| 84 | Хыдиралиев Мадияр               | 1884 — ????             | Старший табунщик колхоза «Интернационал» Джангалинского района Западно-Казахстанской области                                                                                  | 23.07.1948      | сельхоз        | Западно-Казахстанская область |           |
| 85 | Чамчиян Вардан Шноркович        | 01.11.1916 — 19.02.2005 | Директор совхоза «Пермский» Зеленовского района Уральской области | 23.06.1966      | сельхоз        | *Грузия                       | [ ГС 74 ] |
| 86 | Черекаев Алексей Васильевич     | 29.03.1932 — 07.11.2010 | Директор государственного племенного завода «Анкатинский», Чапаевский район Уральской области                                                                                 | 08.04.1971      | сельхоз        | Жангалинский район            | [ ГС 75 ] |
| 87 | Шакаев Габдуш                   | 1894 — ????             | Старший табунщик колхоза «Красный» Джангалинского района Западно-Казахстанской области                                                                                        | 23.07.1948      | сельхоз        | Жангалинский район            | [ ГС 76 ] |
| 88 | Шкилёв Иван Константинович      | 30.01.1924 — 17.11.1999 | Бригадир колхоза имени Ленина Приурального района Уральской области | 19.04.1967      | сельхоз        | *Акмолинская область          | [ ГС 77 ] |
| 89 | Шоканов Валияхмет               | 02.05.1933 — 05.09.1997 | Машинист автогрейдера дорожно-эксплуатационного участка № 43 Министерства строительства и дорожных работ Казахской ССР, Уральская область                                     | 23.01.1974      | автодор        | Западно-Казахстанская область | [ ГС 78 ] |
| 90 | Шубин Виктор Игнатьевич         | 22.01.1919 — 25.08.1997 | Директор совхоза имени газеты «Правда» Джамбейтинского района Западно-Казахстанской области                                                                                   | 11.01.1957      | сельхоз        | *Красноярский край            | [ ГС 79 ] |

## Уроженцы Западно-Казахстанской области, удостоенные звания Героя Социалистического Труда в других регионах СССР
| №  | Фамилия, имя, отчество        | Даты жизни              | Деятельность | Дата присвоения | Отрасль       | Место рождения                | ГС        |
| -- | ----------------------------- | ----------------------- | --- | --------------- | ------------- | ----------------------------- | --------- |
| 1  | Ахбетов Нугман                | 1881—1975               | Старший табунщик колхоза имени Калинина Денгизского района Гурьевской области | 23.07.1948      | сельхоз       | Жангалинский район            | [ ГС 1 ]  |
| 2  | Бердбеков Камит Кажмуканович  | 15.12.1927 — 08.05.2011 | Скотник совхоза «Привольный» Илекского района Оренбургской области | 10.02.1975      | сельхоз       | Каратобинский район           | [ ГС 2 ]  |
| 3  | Гончаров Пётр Терентьевич     | 14.03.1930 — 28.03.2017 | Бригадир комплексной бригады строительного управления «Суперфосфатстрой» треста «Джамбулхимстрой» Министерства строительства предприятий тяжёлой индустрии Казахской ССР, гор. Джамбул | 10.07.1979      | строительство | Уральск                       | [ ГС 3 ]  |
| 4  | Давлетов Мукеш Куанышевич     | 1910—1973               | Старший чабан совхоза имени Чкалова Асекеевского района Оренбургской области | 22.03.1966      | сельхоз       | Акжаикский район              | [ ГС 4 ]  |
| 5  | Даумов Ергалий Даумович       | 15.10.1911 — 01.10.1997 | Председатель сельхозартели имени Сталина Меркенского района Джамбулской области | 11.01.1957      | сельхоз       | Сырымский район               | [ ГС 5 ]  |
| 6  | Жеглов Пётр Иванович          | 01.07.1929 — 14.11.2012 | Мастер по сложным работам управления буровых работ «Речицабурнефть» объединения «Белоруснефть» Министерства нефтяной промышленности СССР, Гомельская область                           | 30.03.1971      | нефтепром     | Таскалинский район            | [ ГС 6 ]  |
| 7  | Жиганов Назиб Гаязович        | 15.01.1911 — 02.06.1988 | Татарский композитор, народный артист СССР, гор. Казань Татарской АССР | 15.01.1981      | культура      | Уральск                       | [ ГС 7 ]  |
| 8  | Здродовский Павел Феликсович  | 16.05.1890 — 24.07.1976 | Заведующий отделом экспериментальной патологии и иммунологии Института эпидемиологии и микробиологии имени Н. Ф. Гамалеи, академик Академии медицинских наук СССР, гор. Москва         | 15.05.1970      | наука         | Уральск                       | [ ГС 8 ]  |
| 9  | Издюлеуов Мерген              | 17.04.1907 — 24.09.1998 | Старший скотник совхоза «15 лет Казахской ССР» Хобдинского района Актюбинской области                                                                                                  | 22.03.1966      | сельхоз       | Каратобинский район           | [ ГС 9 ]  |
| 10 | Канатов Шамиль                | 15.06.1930 — 2009       | Старший чабан совхоза «Ромашковский» Палласовского района Волгоградской области | 08.04.1971      | сельхоз       | Жанибекский район             | [ ГС 10 ] |
| 11 | Маденов Казис                 | 1910 — 25.05.1969       | Старший чабан совхоза «Быковский» Быковского района Волгоградской области | 22.03.1966      | сельхоз       | Западно-Казахстанская область | [ ГС 11 ] |
| 12 | Манин Евгений Николаевич      | 10.03.1929 — 16.03.2016 | Комбайнёр совхоза «Уральский» Первомайского района Оренбургской области | 29.11.1968      | сельхоз       | Уральск                       | [ ГС 12 ] |
| 13 | Мурзагалиев Халил             | 1911 — ????             | Главный ветврач районного отдела сельского хозяйства Таласского района Джамбулской области                                                                                             | 23.07.1948      | сельхоз       | Бокейординский район          | [ ГС 13 ] |
| 14 | Мусагалиев Яуда               | 01.01.1928 — 30.11.2000 | Машинист горного комбайна шахты № 23 комбината «Карагандауголь» Министерства угольной промышленности СССР, Карагандинская область                                                      | 30.03.1971      | углепром      | Бокейординский район          | [ ГС 14 ] |
| 15 | Сабиев Бабик                  | 1932 — 30.06.2010       | Старший шлаковщик Чимкентского завода фосфорных солей Министерства химической промышленности СССР                                                                                      | 20.04.1971      | химпром       | Каратобинский район           | [ ГС 15 ] |
| 16 | Таржанов Медет                | 1910 — ????             | Главный зоотехник отдела сельского хозяйства Таласского района Джамбулской области | 23.07.1948      | сельхоз       | Бурлинский район              | [ ГС 16 ] |
| 17 | Тургунбаев Кожахмет           | 1901 — ????             | Старший чабан совхоза имени Тимирязева Джизакского района Самаркандской области | 06.08.1958      | сельхоз       | Западно-Казахстанская область | [ ГС 17 ] |
| 18 | Уалиев Куман Уалиевич         | 1914 — 19.11.1985       | Старший чабан совхоза «Питерский» Краснокутского района Саратовской области | 22.03.1966      | сельхоз       | Жанибекский район             | [ ГС 18 ] |
| 19 | Хисамутдинов Усман Камалеевич | 06.11.1917 — 05.12.1985 | Председатель колхоза имени Кирова Илекского района Оренбургской области | 22.03.1966      | сельхоз       | Сырымский район               | [ ГС 19 ] |
| 20 | Шалимов Зиновий Иванович      | 13.10.1907 — 19.02.1984 | Машинист экскаватора управления механизации треста «Магнитострой» Челябинского совнархоза                                                                                              | 09.08.1958      | металлургия   | Уральск                       | [ ГС 20 ] |

## Герои Социалистического Труда, прибывшие в Западно-Казахстанскую область на постоянное проживание из других регионов
| № | Фамилия, имя, отчество      | Даты жизни  | Деятельность                                                               | Дата присвоения | Отрасль | Район проживания | ГС       |
| - | --------------------------- | ----------- | -------------------------------------------------------------------------- | --------------- | ------- | ---------------- | -------- |
| 1 | Беленькая Наталья Семёновна | 1920 — ???? | Звеньевая колхоза «3 выришальный» Двуречанского района Харьковской области | 07.05.1948      | сельхоз |                  |          |
| 2 | Есеналиев Дагар             | 1886 — ???? | Старший чабан колхоза имени Ленина Таласского района Джамбулской области   | 23.07.1948      | сельхоз |                  |          |
| 3 | Шестаков Василий Яковлевич  | 1900 — ???? | Бригадир колхоза «Победа» Тюлькубасского района Южно-Казахстанской области | 28.03.1948      | сельхоз |                  | [ ГС 1 ] |